# Pietroso
Pietroso es una comuna    y población de Francia, en la región de Córcega, departamento de Alta Córcega.
Su población en el censo de 1999 era de 287 habitantes.

## Demografía
| 261 | 263 | 271 | 277 | 309 | 287 |
| Para los censos de 1962 a 1999 la población legal corresponde a la población sin duplicidades (Fuente: INSEE [Consultar]) |     |     |     |     |     |

- Datos: Q285750
- Multimedia: Pietroso / Q285750

1. ↑  Worldpostalcodes.org, código postal n.º 20242.
2. ↑  INSEE, Datos de población para el año 2012 de Pietroso (en francés).